# Ngakpa

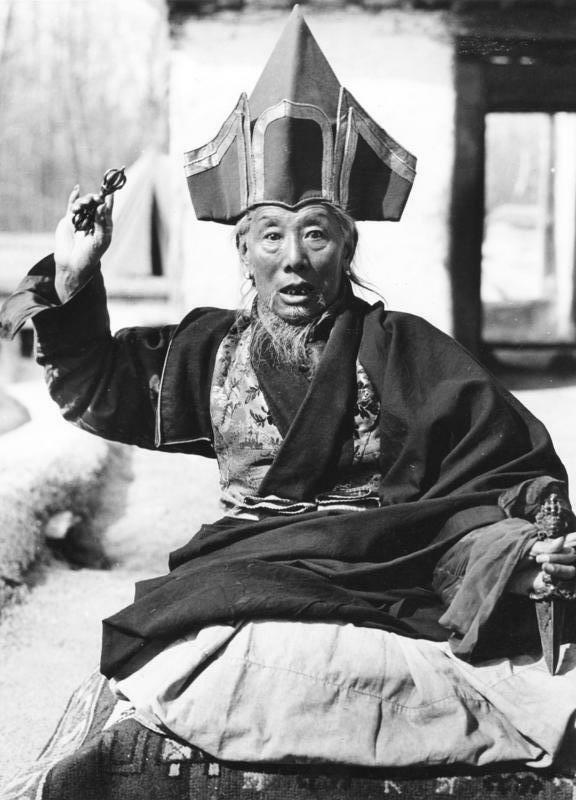
Dirigeant du royaume de Linchan en 1938.

Un ngakpa (tibétain : སྔགས་པ, Wylie : sngags pa) ou tantriste est, dans le bouddhisme tibétain (forme de bouddhisme tantrique de la branche vajrayana) et le bön (religion autochtone du Tibet), une personne qui a reçu des vœux de mantrayana et a dévoué sa vie aux pratiques basées sur le bouddhisme ou le bönpo, aux tantras ou aux révélations terma. Gyurme Dorje définit les ngakpas comme des praticiens des mantras qui peuvent vivre comme un occupant d'une maison plutôt que comme un moine. Le tibétologue Nicolas Sihlé les décrit comme ayant des pratiques imprégnées de magie noire, appelant les divinités à tuer, battre ou découper en morceau leurs ennemis.

## Tradition guélougpa

### Enseignement ngakpa au monastère de Labrang
Le monastère de Labrang, principal monastère guélougpa de l'Amdo, comporte un collège ngakpa (tibétain : ངགས་པ་གྲྭ་ཚང, Wylie : ngags pa grwa tshang), situé près du principal monastère, dans le village de Sakar, qui recrute ses membres dans les communautés traditionnelles Nyingma ngagpa de la région. Ce collège est maintenu par des mantrins[Quoi ?] Nyingma suivant la tradition Longchen Nyingthik - et possédait la chair du Lama Gonpo Tseten (en) tardifs[Quoi ?].